# Шевченко, Леонид Витальевич
Леони́д Вита́льевич Шевче́нко (28 февраля 1972, Волгоград, СССР — 25 апреля 2002, Волгоград) — российский поэт, писатель и журналист, член Союза писателей России, ученик Евгения Рейна.

## Биография
Леонид Шевченко родился в Волгограде в семье служащего, внук известной волгоградской радиожурналистки Олимпиады Емельяновой.
Впервые его стихи появились в журнале «Живое слово» в 1989 году.
В 1989—1990 учился на факультете журналистики Волгоградского государственного университета.
Затем в 1990 поступил в Литературный институт им.А.М.Горького (семинар поэзии Татьяны Бек и Сергея Чупринина). Литинститут не закончил, был отчислен за хулиганство вместе с будущей первой супругой, поэтессой Еленой Логвиновой.
Первый поэтический сборник «История болезни» и вышел под одной обложкой совместно с Еленой Логвиновой и близким другом, поэтом Александром Леонтьевым в 1993 году.
В июне 1997 года Леонид устроился библиотекарем в отдел эстетического воспитания Волгоградской областной детской библиотеки, где проработал 3 года.
В 1999 году вышел единственный номер альманаха «Шар», составленный, отредактированный и изданный Шевченко. В том же году волгоградская журналистка Татьяна Кузьмина сняла о Шевченко небольшой фильм.
В Союз писателей России был принят в 2001 году после выхода книги «Рок». Работал сторожем, дворником, могильщиком, библиотекарем, журналистом. Публиковался в журналах «Знамя», «Арион», газетах «Вечерний Волгоград», «Первое чтение» (редактор отдела гуманитарных проблем). Получил широкую известность в Волгограде за серию репортажей под названием «Иной Волгоград», в которых расследовал аномальные явления.
В ночь на 25 апреля 2002 года в Волгограде, по дороге с концерта Вячеслава Бутусова, о котором он готовил статью для утреннего номера газеты «Первое чтение», был убит неизвестными преступниками (преступником). Обнаружен на следующее утро у бара «Молотов гараж» в сквере по улице Канунникова с разбитым виском, без обручального кольца, обуви и часов.
Посмертно изданы книга стихов и прозы «Мистерии» и сборник рассказов «Русская книга мертвых».
В 2019 году московским театром МастерскаЯЮ поставлен спектакль «Мы даже не богема, но снег небытия». Это первая театральная постановка по творчеству Леонида Шевченко.

## Литературные сборники
- История болезни. Стихотворный сборник[5] (совм. с А.Леонтьевым и Е.Логвиновой). — Волгоград, 1993.
- Шар. Литературный альманах. — 2000.
- Рок. Стихи. — Волгоград: Издатель, 2001. — 190 с., (предисловие В. Макеева)[6];
- Мистерии. Избранное. — Волгоград, 2003. — 286 с.
- Русская книга мертвых[7]. Прозаический сборник. — М.: Коровакниги (изд. Алексей Дьячков), 2009. — 226 с.(Серия «Короче»).
- Саламандра. Стихи. — Волгоград: Издатель, 2014. — 232 с.
- Забвению в лицо. Стихи. - Москва: ЛитГОСТ, 2022. - 140 с.

## Журнальные публикации
Список некоторых журнальных публикаций Л. В. Шевченко доступен в Журнальном зале.